# 颱風芭瑪 (2009年)
| 太平洋颱風季             |
| 主題頁 - 專題 - 編輯指南 |

颱風芭瑪（國際編號：0917，聯合颱風警報中心：19W，菲律賓大氣地球物理和天文服務管理局：Pepeng）是2009年太平洋颱風季第17個被命名的熱帶氣旋。「芭瑪」一名由澳門提供，是一款混合火腿、雞肝及草菇的澳門本土菜式，常見於澳門葡國餐廳內。由於芭瑪單在菲律賓就已經創下600多人死傷的記錄，是菲律賓在2009年繼颱風凱莎娜以來第二多，更是菲律賓於同年吹襲該地最強的熱帶氣旋，故世界氣象組織颱風委員會於2010年把「芭瑪」於熱帶氣旋名稱中除名，由2011年新名稱「煙花」取代。芭瑪路徑罕見，無獨有偶，2003的同名颱風也因與颱風凱薩娜產生藤原效應而出現不規則的路徑。
芭瑪的路徑是近年來罕見，亦是藤原效應中的一個典形例子。芭瑪曾三度吹襲呂宋，經歷五次減弱後再增強及五度登陸。它初時向西北移動靠近呂宋，期間先吸收了附近的熱帶低氣壓18W，橫過呂宋海峽後進入南海時在鞍型場中滯留並稍為減弱，隨後與東面的颱風茉莉發生藤原效應轉向東南移動，這時亦再次增強，並第2次登陸呂宋並減弱。然後芭瑪進入西北太平洋，稍為增強，但又再折返呂宋，作第3次登陸呂宋，又再次減弱。隨後它進入南海北部並逐漸增強，然後登陸海南島，期間稍為減弱，進入北部灣後再次增強，及後登陸越南而逐漸消散。

## 氣象歷史

颱風芭瑪和颱風茉莉之間發生藤原效應

一熱帶擾動於9月27日在密克羅尼西亞聯邦楚克之西北約250公里處形成，它初時沿其北方強勁的副熱帶高壓脊以偏西方向移動。在海溫較高的環境中，該熱帶擾動於翌日在雅蒲島以東約660公里處增強為一熱帶低氣壓，並於9月29日進一步增強為熱帶風暴，被日本氣象廳命名為芭瑪。初時其組織鬆散，低層環流中心外露，但它於9月29日已發展出一低層風眼。
此後芭瑪迅速增強，它先於9月29日晚間增強為強烈熱帶風暴，並於9月30日下午增強為颱風。此時芭瑪以北的副熱帶高壓脊非常強勁，並引導芭瑪向西北偏西快速移動。颱風芭瑪之強度於10月1日達到顛峰，其中心附近最高持續風力約為每小時185公里，它發展出一微小風眼。隨著芭瑪靠近呂宋及受乾空氣入侵，它開始減弱。芭瑪於10月3日於菲律賓卡加延省巴高作第一次登陸。芭瑪登陸呂宋後於10月4日進入呂宋海峽。受地形影響，芭瑪減弱至颱風下限，中心附近最高持續風速只有約每小時120公里，其組織亦明顯轉差。此時，原本引導芭瑪的副熱帶高壓脊開始減弱，形成一弱點，而芭瑪陷於鞍形場中，在呂宋海峽徘徊。芭瑪受乾燥的東北季候風影響，芭瑪於10月5日減弱為一個強烈熱帶風暴。另一方面，芭瑪東面的颱風茉莉與芭瑪的距離逐漸收窄，兩者之間產生藤原效應，芭瑪在呂宋海峽中以時速大約每小時10公里向東南移動，再度逼近呂宋。同時，影響華南的東北季候風減弱，令芭瑪稍作增強，其強度上升至強烈熱帶風暴上限，中心附近最高持續風速達每小時110公里。芭瑪於10月6日在菲律賓北伊羅戈省帕古迪匹作第二次登陸。受地形影響，當晚它減弱為一熱帶風暴。芭瑪在陸上緩慢移動，令其進一步減弱，芭瑪於10月7日下午進一步減弱為熱帶低氣壓。
芭瑪於10月7日晚間離開呂宋，進入西北太平洋，芭瑪在溫暖的洋面上再一次增強為熱帶風暴。另一方面，與芭瑪產生藤原效應的颱風茉莉已經遠離，藤原效應逐漸解除。颱風茉莉阻塞副熱帶高壓脊，令其未能及時西伸，芭瑪背景的引導氣流微弱，令芭瑪在呂宋以東近岸的西北太平洋再次徘徊。一高壓脊在中國內陸建立，芭瑪於10月8日日間轉向西移動，在菲律賓伊莎貝拉省馬科亞科作第三次登陸。受地形影響，芭瑪稍為減弱。
經過多日在呂宋附近徘徊，芭瑪於10月9日上午進入南海。然而，南海的垂直風切變增強，令其對流向西南切離，低層環流中心接近完全外露。芭瑪於10月10日減弱為熱帶低氣壓。其後南海的垂直風切變有所減弱，芭瑪的深層對流再次發展，對流再度捲入中心。它於10月11日上午增強為熱帶風暴，下午亦開始轉向西北偏西移動。芭瑪於10月12日登陸中國海南省萬寧市龍滾鎮。由於芭瑪東面的高壓脊增強，因此芭瑪採取西北偏西路徑橫過海南島。芭瑪於10月13日離開海南島，進入北部灣。在芭瑪掠過期間，最接近芭瑪中心的琼海市錄得烈風，持續風速達每小時74公里。
芭瑪進入北部灣後利用該處之熱能及因為環流細小迅速增強，它於10月13日再次增強為颱風，發展出一個成熟的風眼。位於北部灣的白龍尾島曾在芭瑪掠過期間錄得颶風，持續風速達每小時133公里。對比一日之前，顯示芭瑪中心風速在一日之間由烈風急增至颶風
，在北部灣活躍的熱帶氣旋來說，是頗為罕見的。由於移動頗為緩慢，在北部灣逗留超過一日。由於開始接近陸地，芭瑪於10月14日下午減弱為一強烈熱帶風暴。當晚它在越南北部登陸後快速減弱為熱帶低氣壓，此後逐漸消散。

## 影響

### 菲律賓
當地發出之最高風暴信號：三號風暴信號
10月1日下午，集結於菲律賓薩馬島東面約440公里處的芭瑪，其中心風力已達至時速195公里，菲律賓大氣地理天文部門遂於當日17時向5個省發佈一號風暴警告信號。及後截至10月3日16時，菲律賓共9個省或地區改發第二高的3號熱帶氣旋警告信號，另6省／地區改發2號信號，及4個省維持1號信號。菲國東部島嶼天氣已開始轉壞，官員表示，菲律賓剛剛受凱薩娜重創，現在又要擔心出現新一輪災情，會做好防禦應對措施。香港天文台亦在1日21時發出的船舶天氣預報，對巴林坦海峽作出颶風警告；在23時，芭瑪集結在馬尼拉之東北偏東約410公里，預料向西北移動，時速約16公里，大致移向呂宋北部。
菲律賓氣象官員10月3日指出，芭瑪（Parma）颱風已經稍微減弱且轉向，對還未從前次嚴重風災中復原的馬尼拉與周邊災區威脅減輕。氣象局發言人克魯斯（Nathaniel Cruz）在電台訪談中表示：「好消息是，颱風芭瑪對災區的威脅已減輕。」當地稱芭瑪颱風為布拉萬（Pepeng）。氣象局說，超級颱風芭瑪行徑方向轉向呂宋島最北邊。預計芭瑪今天傍晚在原預測地點奧羅拉省（Aurora）北方的卡加延省（Cagayan）登陸，距離首都馬尼拉大約400公里。凱莎娜颱風上週才重創馬尼拉及其周邊地區，造成近300人喪生。芭瑪颱風緊接著來襲，菲律賓早已做好萬全準備。克魯斯表示，馬尼拉與附近區域的暴風警報已經解除，不過仍會有輕微雨勢。
芭瑪10月3日下午登陸卡加延省，造成嚴重破壞，南面的伊莎貝拉省亦滿目瘡痍，強風掀開屋頂、吹斷電纜，把樹木連根拔起，軍警坐橡皮艇從水浸地區救出居民。芭瑪的移動路徑稍為轉向北，將橫過呂宋北部，對首都馬尼拉的威脅減弱，預料東部及北部沿岸風雨增強，當局加派軍警協助居民疏散。總統阿羅約夫人宣布全國進入災難狀態，截至10月22日6時，全國最少證實438人罹難、另50人失蹤，超過6,000間房屋被完全摧毀，1萬7千人需緊急疏散，總受災人數超過443萬。

### 台灣
當地發佈之颱風警報：海上陸上颱風警報
八八水災後，台灣民眾聞颱色變，中秋節海面上有兩個颱風，中颱芭瑪離台灣較近，強颱米勒緊追其後，因米勒可能牽引芭瑪，但米勒能否帶走芭瑪，氣象局持續觀察，預計10月5日可揭曉。中央氣象局10月3日清晨已發布中颱芭瑪海上颱風警報，有可能在10月3日晚間到10月4日清晨，發布台灣南端陸上警報，芭瑪確定會對台灣帶來豪雨，但豪雨影響時間有多久，米勒動向會是重要因素。除了氣象局，包括美國、日本氣象單位對芭瑪颱風未來走向的預報，都顯示在米勒牽引下，可能出現藤原效應，兩個颱風一起往東北移動，氣象局希望芭瑪隨米勒趕快離開台灣，但仍存有變數。
芭瑪颱風可能成為2000年颱風象神的翻版，因為兩個都是典型秋颱，芭瑪明天進入巴士海峽後，移動路徑可能從西北轉東北，類似九年前象神路徑，超豐沛水氣可能會帶來驚人雨量。因為芭瑪颱風的走法，跟象神非常類似，從路徑圖來看，九年前象神從南邊往北，擦過北台灣。這一擦造成六十四人死亡。眼前的芭瑪颱風，移動路線也可能從西北轉向東北，這個移動路徑直衝著北台灣來。芭瑪跟象神都是典型秋颱，最可怕的地方不是風，而是難以捉摸的雨量。

#### 防災方面
10月3日，八八水災災害殷鑑不遠，芭瑪颱風又步步逼進，中央災害應變中心指示，對於莫拉克颱風期間受損的河堤、海堤等設施，立即採取搶險工程。依中央災害應變中心公布的「幕僚作業各機關因應芭瑪颱風應變作為」，還包括對於八八水災後交通中斷地區，應宣導民眾儲備3天糧食及飲水，並規劃空中運補。對於河川漂流木如有影響橋樑、河川行水等安全者，應立即處理，避免衝擊河堤、橋墩等設施，造成嚴重危害，並將處置情形回報中央災害應變中心。另外，對於各項進行中的工程，都應加強防颱準備措施，避免造成二次災害，尤其應注意捷運施工工地，防止施工所造成的防汛缺口造成市區淹水災情。在莫拉克颱風侵襲時嚴重淤積的高屏溪上游荖濃溪六龜鄉新威河段，水利署第七河川局發包疏濬工程趕工，10月3日砂石車穿梭河床便道。
10月3日，因應颱風來襲，嘉義縣阿里山鄉已成立災害應變中心，部份村落列入強制撤離區域，來吉村已召集村民開會，確定10月4日08時00分以後開始撤離，村內四百多人將遷至安全場所，不再滯留山上。根據阿里山鄉公所民政課長楊清一表示，嘉義縣阿里山鄉的來吉村列為土石流列管區，所以公所忙著與村長連繫，一早就召集村民開會，商討遷離事宜，村內有427人，確定10月4日08時00分起進行撤村行動，不過如果大雨提早到，居民將提早撤離，將先撤到水上中庄營區安置。
10月3日，芭瑪颱風來勢洶洶，在莫拉克颱風受創嚴重的屏東縣，所屬霧台、三地門、來義等山地鄉的居民，陸續打包輕便行李撤離下山。莫拉克颱風過後，這些山地鄉的聯外道路柔腸寸斷，部分道路至今仍未修復，大部分居民已撤離至國軍營區安置，但在霧台德文村、來義村仍有約2、300名居民留在山上。三地門鄉長包水生上午表示，清晨接獲中央、屏東縣政府的指示，要求仍留在山上的德文村等居民撤離下山，已通報居民撤離，並協助派車載運老人家下山。包水生說，由於莫拉克颱風受創嚴重，撤離下山的居民都只是打包一些隨身衣物的簡便行李，將於天黑前陸續撤離下山，鄉公所將先安排安置在三地門鄉的活動中心。協助防、救災的國軍海軍陸戰隊，上午也派駐多名官兵進駐三地門鄉的活動中心、潮州忠誠營區等安置中心。
10月3日，芭瑪颱風外圍環流可能會自10月4日起影響台灣，農委會呼籲農民盡早防範，稻米應增高田間水位及儘速採收收穫期蔬果，並密切注意颱風動態，以減少農作物災害及財產損失。中央氣象局清晨發布中度颱風芭瑪海上颱風警報，外圍環流自10月4日起將逐漸影響台灣地區，農委會上午表示，芭瑪颱風可能會對稻米、蔬菜及水果等農作物造成損害，呼籲農民朋友儘早採取防範措施及密切注意颱風動態，以減少農作物災害及財產損失。
10月3日，芭瑪颱風來勢洶洶，國軍動員隨時投入救災。國防部次長黃奕炳表示，國軍分5個作戰區加上離島，動員兵力3萬4584人。另外，第一應變隊兵力800人、第二應變隊兵力1200人。黃奕炳今天參加中央災害應變中心記者會做以上表示。有媒體質疑「在不瞭解災情下，貿然深入災區恐增加救災困擾」。黃奕炳表示，相較莫拉克風災林邊救災，這次縣市應變中心指揮官官階提升為中校，提高研判處置協調能力，且兵力採梯次應變投入救災，重點鄉鎮還派駐有聯絡官，配合作戰區高階情報、後勤、後備幕僚研判，都可以減少災情誤判。至於區分的5個作戰區兵力，黃奕炳表示，第三作戰區負責北部地區，投入兵力1萬2795人，其中前推兵力有3160人，規劃收容災民安置營區37處，收容能量1萬7320人。第五作戰區負責中部地區，投入兵力7765人，其中前推兵力1226人，收容災民安置營區14處，收容能量2470人。第四作戰區負責南部地區，投入兵力6497人，其中前推兵力1478人，災民安置營區54處，收容能量1萬9930人；第二作戰區負責東部地區，兵力2387人，其中前推兵力1895人，收容災民安置營區8處，收容能量1880人。另外，離島的金防部投入兵力1987人、馬防部1480人、東引指揮部652人。應變隊兵力布置部分，黃奕炳說，第2、3、4、5作戰區第一應變隊兵力各200人、第二應變隊兵力各300人，合計兵力2000人。山區特戰兵力預置部分，預置地點共16處，其中第三作戰區4組、24人；第五作戰區11組、66人；第四作戰區2組、12人，合計17組、102人。

#### 交通方面
受到芭瑪颱風影響，10月3日部分航空及海運交通受到影響，航空部分，合計取消十五個班次，包括：一班北竿往台北，一班松山往南竿，三班往返台東蘭嶼，一班台東往返綠島，一班松山花蓮，一班金門嘉義，一班金門台中，一班金門高雄，一班金門松山，一班恆春松山。都是受到天候影響。海運部分，台馬輪取消今天一航次基隆－馬祖，台華輪取消明、後兩天共四個航次高雄－馬公，麗星郵輪取消明天出發基隆到那霸四天三夜的行程。另外，富岡往返綠島間，10月4日取消五個航次交通船。

#### 災情方面
台灣海峽受芭瑪環流影響，一艘巴拿馬籍貨櫃船，由高雄前往馬尼拉途中，10月4日傍晚在澎湖西南遇到惡劣天氣沉沒，最少證實1人喪生、10人失蹤，兩岸搜救人員救起緬甸籍船長及兩名船員，香港政府飛行服務隊亦派出直升機協助搜救。高雄港務局說，出事的銀海號貨櫃輪，排水量1,300多噸，由台灣船公司代理，當日中午駛離高雄，港務局於該日傍晚，接獲貨櫃輪發出遇險求救信號，隨即展開陸空營。至於台灣陸上則多處下大雨，臺東一名44歲人士渡過溪流時，被暴漲的溪水淹死；宜蘭三星鄉累積雨量達900毫米，當局強制撤離低窪地區居民，宜蘭縣10月6日繼續停工停課。芭瑪颱風一直至10月14日，依然對台灣造成影響，持續徘徊在南海使水氣北上，配合東北季風侵襲的共伴效應，已讓台灣迎風面的東北部宜蘭和花蓮連日降下大雨，10月12日宜蘭局部地區停班或停課，連同先前颱風凱薩娜，宜蘭地區累計雨量達一兩千毫米。

### 香港
在10月3日16時，颱風芭瑪集結在北緯17.9度，東經121.9度附近，其中心附近最高持續風速約為每小時145公里，預料芭瑪向西北移動，時速約12公里，大致移向香港東南方1000公里的呂宋海峽和翌日香港鄰近海域有暗湧。在23時，颱風芭瑪集結在馬尼拉以北約430公里，預料在未來兩三日於該區附近徘徊。
雖然芭瑪早已經於10月4日早上至中午時分已經進入香港800公里範圍內，並曾一度於香港約600公里處略過，可以使香港發出一號戒備信號，但由於芭瑪暴風圈於進入呂宋海峽後，隨即受到中國大陸的東北季風和另一熱帶氣旋茉莉的共同影響，暴風圈的雨雲和結構變得鬆散，強度也明顯減弱，不會為香港造成影響。加上芭瑪移動路徑相當飄忽，而且有明顯向南移動的趨勢，離開香港的熱帶氣旋警戒範圍，所以香港天文台一直沒有為此發出警告。但當局估計芭瑪在呂宋北部略過後，會再度與迫近的茉莉出現藤原效應，轉向西北方向移動，進入南海，屆時香港風勢會受東北季風的共同影響下會顯著增強。但由於芭瑪在呂宋西北沿岸登陸後，再採取一個向東的方向略過呂宋的山脈，使中心強度再度減弱，其後芭瑪再轉向西移動，再一次略過呂宋的山群，但因芭瑪竟然能一直維持於熱帶風暴的強度進入南海，故香港天文台預計在芭瑪和東北季候風的共同影響下，華南沿岸會變成有雨和大風的天氣。
在10月10日16時，芭瑪集結在東沙之東南偏南約320公里，預料向西移動，時速約12公里，橫過南海北部，大致移向海南島。雖然芭瑪的中心早於10月8日晚上再度進入了香港800公里範圍內，但其暴風圈受中國的東北季風影響，雨帶卻一直只影響南海中部，華南沿岸仍然大致天晴和乾燥，惟在在東北季候風及熱帶風暴芭瑪的共同效應下，華南沿岸風勢逐漸增強，由於主要影響香港仍舊是東北季風，故天文台在10月11日2時50分發出了強烈季候風信號，與2007年的颱風利奇馬情況相似。在同日5時，芭瑪集結在東沙之西南偏南約310公里，預料向西移動，時速約12公里，橫過南海北部，大致移向海南島。在16時，芭瑪集結在海口之東南約400公里，預料向西北偏西移動，時速約14公里，橫過南海北部，大致移向海南島。

### 澳門
澳門氣象局於氣象月報表示︰10月11日及12 日，熱帶風暴「芭瑪」在澳門以南經過。在反氣旋及「芭瑪」共同影響下，本地區大致多雲及有驟雨，並於10月11日錄得本月最高日雨量為9毫米；此外，因風勢增强，氣象局於12日23:40至13日08:45懸掛強烈季候風信號；13 日，隨著「芭瑪」逐漸遠離本澳，澳門天氣大致天晴及較為乾燥；14 日，雲量增加，有驟雨及煙霞。

### 中國大陸
海南省發佈之最高颱風預警信號： 颱風藍色預警信號
芭瑪10月12日早上登陸萬寧市龍滾鎮沿海地區，海南西北部吹強風，五指山以北普遍地區雨量介乎100至300毫米，其中臨高博厚鎮雨量超過450毫米。芭瑪吹襲海南期間，4名漁民在東澳鎮出海收網時因漁船翻沉而墮海，其中3人死亡、1人失蹤，3萬多人需疏散到安全地方，受災人數超過163萬，經濟損失超過2.3億元人民幣。

### 越南
在10月13日08時，強烈熱帶風暴芭瑪集結在河內之東南偏東約160公里，預料向西緩慢移動，橫過北部灣，大致移向越南北部。芭瑪已經在10月14日下午於越南北部登陸，並減弱為一熱帶風暴。在17時（UTC+7），芭瑪集結在河內之東南約100公里，預料向西緩慢移動，並逐漸減弱。芭瑪隨後減弱為一熱帶低氣壓，並在10月15日凌晨5時前再進一步減弱為一低壓區。

## 熱帶氣旋警告使用紀錄

### 台灣
| 交通部中央氣象局 颱風警報 | 交通部中央氣象局 颱風警報 | 交通部中央氣象局 颱風警報 |
| ------------------------- | ------------------------- | ------------------------- |
| 上一熱帶氣旋              | 海上颱風警報              | 下一熱帶氣旋              |
| 中度颱風莫拉克            | 海上颱風警報              | 輕度颱風南修              |
| 中度颱風莫拉克            | 陸上颱風警報              | 輕度颱風南修              |

## 外部連結
- （英文）https://web.archive.org/web/20090826230250/http://metocph.nmci.navy.mil/jtwc.php 聯合颱風警報中心
- （英文）http://www.jma.go.jp/jma/indexe.html （页面存档备份，存于） 日本氣象廳
- （繁體中文）http://www.cwb.gov.tw （页面存档备份，存于） 中華民國交通部中央氣象局
- （中文）http://www.hko.gov.hk （页面存档备份，存于） 香港天文台
- （繁體中文）http://www.smg.gov.mo （页面存档备份，存于） 澳門地球物理暨氣象局
- （英文）http://www.pagasa.dost.gov.ph/ （页面存档备份，存于） 菲律賓大氣地球物理和天文服務管理局
- （简体中文）https://web.archive.org/web/20091003175729/http://mb.hainan.gov.cn/ 中國大陸海南省氣象局
- （英文）https://web.archive.org/web/20090831103316/http://www.nchmf.gov.vn/website/en-US/43/Default.aspx 越南國家水文氣象預報中心